# UKZ

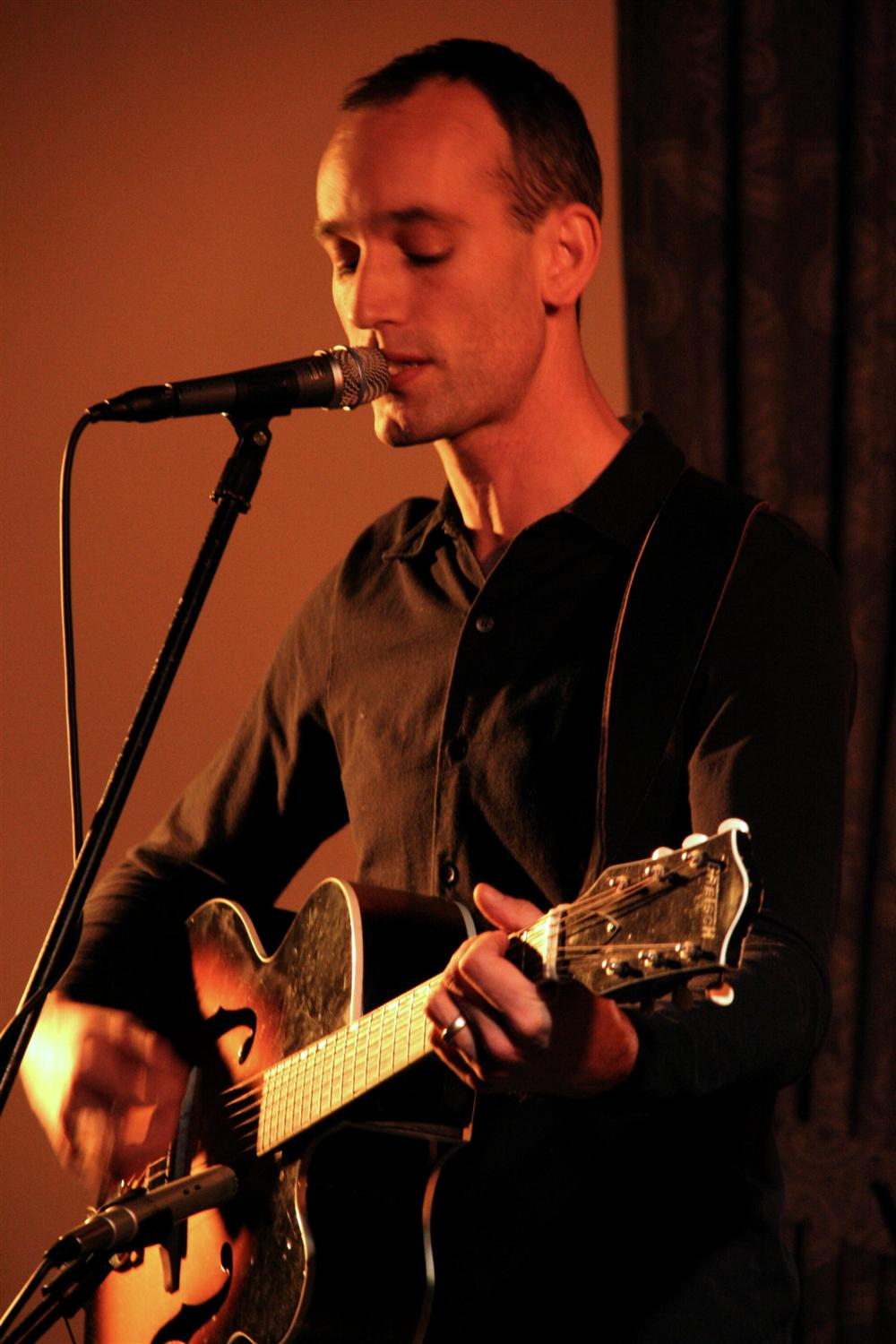
Aaron Lippert

UKZ is een progressieve rock band die actief was van 2007 tot 2009. De band Ultimate Zero Project kan worden gezien als een opvolger van UKZ.

## Carrière
UKZ werd opgericht in 2007. De band werd voorgesteld als een supergroep, vanwege de deelname van ten minste twee bekende musici uit de progressieve rock: Eddie Jobson en Trey Gunn.
Jobson is bekend van zijn werk met Frank Zappa, Roxy Music en UK; Gunn van King Crimson. UK en King Crimson worden algemeen beschouwd als grote bands binnen het genre progressieve rock. De naam UKZ is een samenvoeging van UK en Zinc, een privéband van Jobson, maar kan ook gelezen worden als UK2.
Vanaf de oprichting verschenen kleine berichtjes over wat de band aan het doen was en eind 2008 volgden de eerste opnamen. De track Tu-95 was vanaf 30 september 2008 te downloaden. In 2009 verscheen de ep Radiation.
Vlak na de uitgifte van de ep bleek dat de heren het te druk hadden met eigen bandjes en werd UKZ opgeheven. In de zomer van 2009 treedt Jobson onder de naam Ultimate Zero Project op met een band waarvan de bezetting wisselt; bekende namen hierin zijn Tony Levin, Adrian Belew, Simon Philips en John Wetton.

## Leden
- Aaron Lippert – zang (uit Expanding Man)
- Trey Gunn – Touch gitaar
- Eddie Jobson – keyboards, elektrische viool
- Alex Machachek – gitaar (uit de band van Terry Bozzio)
- Marco Minnemann – slagwerk (uit de band van Terry Bozzio)

## Discografie
- Radiation van UKZ (officiële release op 24 maart 2009)
- Ultimate Zero Tour - Live van Ultimate Zero (release 2010)